# مايكل ر. هايم
مايكل ر. هايم (بالإنجليزية: Michael R. Heim)‏ هو فيلسوف ومدرس ومؤلف أمريكي، ولد في 1944 في كاليفورنيا في الولايات المتحدة.

## وصلات خارجية
- مايكل ر. هايم على موقع ميوزك برينز (الإنجليزية)